# エフォロイ

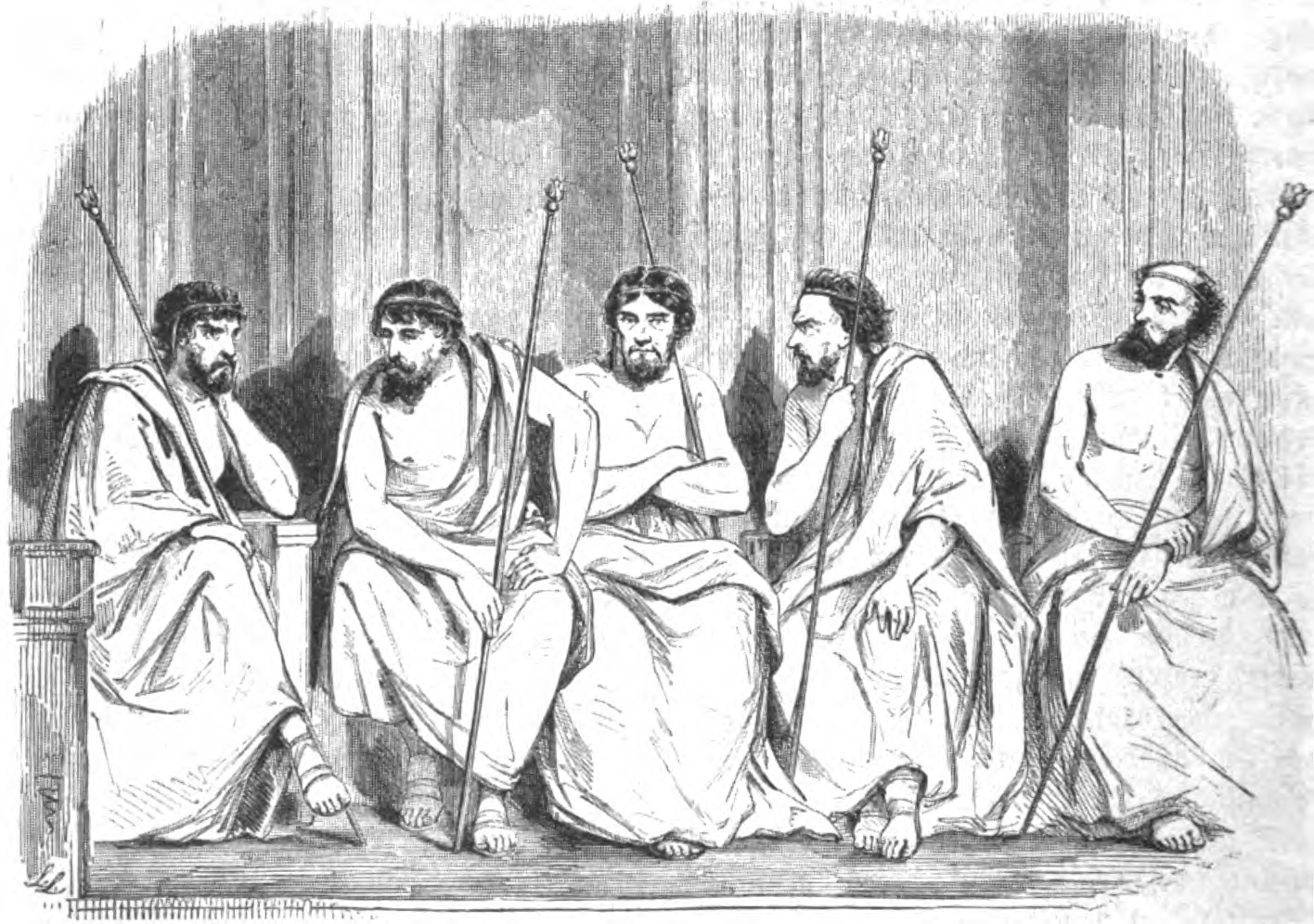
1862 imagining of the ephors

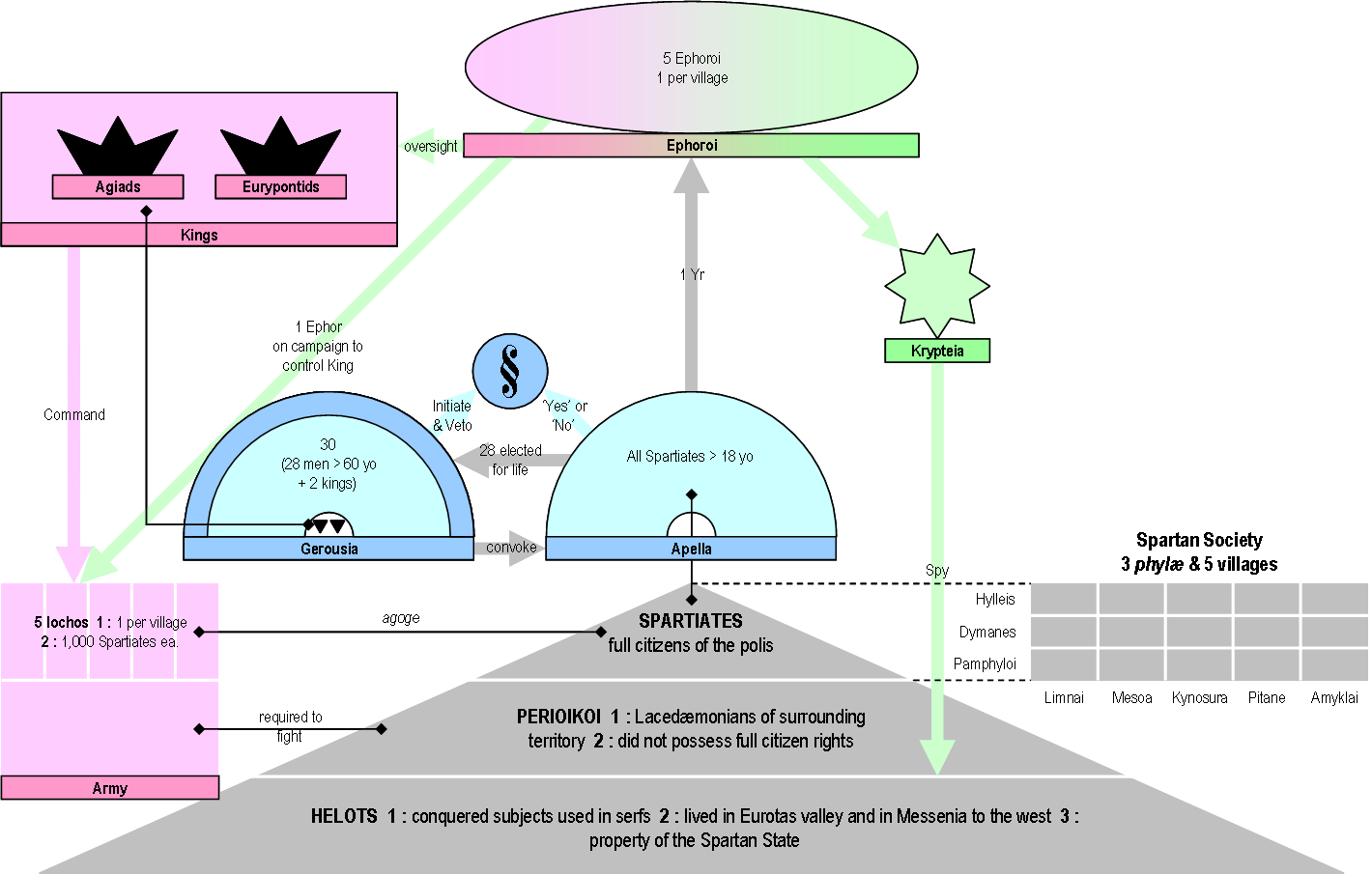
スパルタの社会システム

エフォロイ (古代ギリシア語: Ἔφορος) とは、古代ギリシアのスパルタで設置されていた公職であり、スパルタ王と共に権力を分け合った。エフォロイは定員5人であり、スパルタ市民の公選により選出された。エフォロイの語源は、「ἐπί」（アルファベット表記：「epi」、"on" or "over"）と「ὁράω」（アルファベット表記：「horaō」、"one who oversees"）から構成されている。エフォロイは複数形で、単数形はエフォロス。日本語では監督官と訳されることが多い 。

## 概要
エフォロイの制度は、ヘロドトスによるとリュクルゴスが設けたとする一方で、プルタルコスはリュクルゴス以降に考案されたと記している。エフォロイはスパルタ市民から選出され、全てのスパルタ市民が被選挙権を有していた。なお、エフォロイの再任制度は無かったため一期で退任した。
エフォロイは稀にしか協力しなかった2人のスパルタ王の権力のバランスの上に立っていた。エフォロイは2人の王が不仲であれば勢力が強くなる一方で、2人の王が一致協力して国政を遂行する場合はその政策に介入することが許されなかったため、国政に対する影響力も低下した。
プルタルコスによると、毎年秋に実施されていた流血沙汰による罪を恐れることなしに、あらゆるスパルタ人が軍事訓練としてヘイロタイを殺害できるヘイロタイに対する戦闘行為（クリュプテイア、Krypteia）は、エフォロイが宣戦布告することにより始められた。
エフォロイは、スパルタ民会の召集や法案提出の権限を保有し、古代ローマの護民官と似た官職であった。ゲオルク・ヴィルヘルム・フリードリヒ・ヘーゲルは、エフォロイの権限について、フランス革命における一時期のマクシミリアン・ロベスピエール派が行使した権限と類似していたと考察している。
多数決による決定が制度化されて以降、紀元前403年にスパルタ王のパウサニアスがアッティカへ軍を派兵したが失敗に終わったため、スパルタ市民から告訴された際に3人のエフォロイを納得させたことなど、エフォロイが方針を変更したとき、スパルタの政策を容易く変更することが可能であった。なお、このことはリュサンドロスの政策が完全に転換されたことを意味していた。
紀元前227年、スパルタ王クレメネオースがクーデターを起こして、5人のエフォロイの内4人を殺害した（残りの1人は逃亡）。その後、クレメネオース自らがエフェロイの職務を兼ねたため、エフォロイはこの時に一旦廃止されたが、セッラシアの戦い（紀元前222年）の後にクレメネオースを追放したアンティゴノス朝（マケドニア王国）のアンティゴノス3世ドソンはエフォロイを復活させた。なお、エフォロイは恐らくハドリアヌスによって廃止される2世紀まで存在した。

## 参照
1. ↑  Xenophon, Constitution of Sparta 15.7
2. ↑  世界大百科事典2015年4月15日閲覧
3. ↑  ヘロドトス 1.65
4. ↑  プルタルコス「英雄伝」アーギス 12
5. ↑  Life of Lycurgus, 28, 3–7
6. ↑  Xenophon, Constitution of Sparta 15.6; Xenophon, Hellenica 2.3.9-10; Plutarch, Agis 12.1, 16.2; Plato, Laws 3.692; Aristotle, The Politics 2.6.14-16; A.H.M. Jones, Sparta (Oxford: Basil Blackwell, 1967), p. 26; Robert Struble, Jr., Treatise on Twelve Lights, chapter six, subsection entitled "Ancient Greece.".
7. ↑  ヘーゲル p.68
8. 1 2  ヘーゲル p.72
9. ↑  Donald Kagan, The Outbreak of the Peloponnesian War. page 29. Ithaca/New York 1969, ISBN 0-8014-9556-3.
10. ↑  プルタルコス「英雄伝」クレオメネース 9-10
11. ↑  プルタルコス「英雄伝」クレオメネース 30